# برايس كوتون
برايس كوتون (بالإنجليزية: Bryce Cotton)‏ مواليد 11 أغسطس 1992 في توسون، هو لاعب كرة سلة محترف أمريكي بدأ مسيرته الاحترافية في سنة 2014. يبلغ طوله 6 قدم 1 بوصة (1.9 م).

## فرق لعب لها
- يوتاه جاز
- فينيكس صنز
- سنجان فلاينج تايجرز
- ميمفيس غريزليس

## إحصائيات المسيرة

### الموسم الاعتيادي
| السنة   | الفريق         | لعب | بدأ | دقيقة | ميداني% | ثلاثية | حرة  | ارتداد | صنع | استلاب | تصدي | نقطة |
| ------- | -------------- | --- | --- | ----- | ------- | ------ | ---- | ------ | --- | ------ | ---- | ---- |
| 2014–15 | يوتاه جاز      | 15  | 0   | 10.6  | .420    | .350   | .833 | 1.2    | 1.0 | .3     | .0   | 5.3  |
| 2015–16 | فينيكس صنز     | 3   | 0   | 11.0  | .250    | .000   | .000 | .0     | 1.0 | 1.0    | .0   | 1.3  |
| 2015–16 | ميمفيس غريزليس | 5   | 0   | 1.2   | 1.000   | .000   | .000 | .0     | .0  | .0     | .0   | .8   |
| المسيرة | المسيرة        | 23  | 0   | 8.6   | .418    | .304   | .833 | .8     | .8  | .3     | .0   | 3.8  |

## روابط خارجية
- برايس كوتون على موقع الدوري الأوروبي لكرة السلة (الإنجليزية)
- برايس كوتون على موقع إن بي أي (الإنجليزية)
- برايس كوتون على موقع سبورتس رفرنس (الإنجليزية)
- برايس كوتون على موقع كرة السلة الأوروبية.كوم (الإنجليزية)
- برايس كوتون على موقع كلية كرة السلة في سبورتس رفرنس.كوم (الإنجليزية)
- برايس كوتون على موقع ريلجم (الإنجليزية)
- برايس كوتون على موقع بروبوليرز (الإنجليزية)
- برايس كوتون على موقع سبورتس رفرنس (الإنجليزية)
- برايس كوتون على موقع سبورتس رفرنس (الإنجليزية)